# Нова Земля (фільм, 2011)
Нова Земля (нід. Nova Zembla) — фільм режисера Рене Урлеманса. Прем'єра фільму відбулася 24 листопада 2011 року.

## Сюжет
Фільм розповідає про експедицію Віллема Баренца та Якоба ван Хемскерка у 1596—1597 роках, коли нідерландські мореплавці намагалися відкрити Північно-Східний морський прохід до Індії.
Гаррет де Вір, молодий та амбітний помічник астронома, картографа та богослова Петера Планціуса, відправляється у подорож з метою заробити гроші задля одруження із його донькою. Під час подорожі він веде як особисті записи, так і записи за наказом капітана.
Через льодові тороси, що стали  на шляху мореплавців та пошкодили корабель, екіпаж був змушений зимувати на Новій Землі.
У будинку, зведеному із решток корабля, моряки жили впродовж полярної ночі, по закінченню якої вирушили до іншого місця.
Згодом вони були врятовані експедицією Яна Райпа та повернулись до Нідерландів. Їх подорож, у якій загинув Віллем Баренц, була описана у щоденнику Гаррета де Віра, який він опублікував 31 березня 1598 року.

## Номінації та нагороди
Фільм був представлений до нагород у 4-х номінаціях.
Переміг у категорії «Платиновий фільм» (Нідерланди).